# Дёрнер, Люк
Люк Дёрнер (англ. Luke Doerner; род. 23 августа 1979, Мельбурн, Австралия) — австралийский хоккеист на траве, полевой игрок. Бронзовый призёр летних Олимпийских игр 2008 года, чемпион мира 2010 года, серебряный призёр чемпионата мира 2006 года.

## Биография
Люк Дёрнер родился 23 августа 1979 года в австралийском городе Мельбурн.
Играл в хоккей на траве за команду штата Виктория в чемпионате Австралии. С образованием Австралийской хоккейной лиги выступал за «Тэсси Тайгерз». Также играл в Нидерландах за «Блумендал» и «Ларен», в Индии за «Уизард» из Уттар-Прадеша.
Дебютировал в сборной Австралии в 25-летнем возрасте.
В 2006 году завоевал серебряную медаль чемпионата мира в Мёнхенгладбахе, забил 2 мяча.
В 2008 году вошёл в состав сборной Австралии по хоккею на траве на летних Олимпийских играх в Пекине и завоевал бронзовую медаль. Играл в поле, провёл 7 матчей, забил 2 мяча в ворота сборной Нидерландов.
В 2010 году завоевал золотую медаль чемпионата мира в Нью-Дели. Забив 8 мячей, в том числе победный в финале против сборной Германии (2:1), стал лучшим снайпером турнира вместе с нидерландцем Таке Такемой.
Завоевал шесть медалей Трофея чемпионов: золотые в 2005 году в Ченнаи, в 2008 году в Роттердаме, в 2009 году в Мельбурне, в 2010 году в Мёнхенгладбахе, в 2011 году в Окленде, серебряную в 2007 году в Куала-Лумпуре.
Дважды становился победителем хоккейных турниров Игр Содружества: в 2006 году в Мельбурне и в 2010 году в Дели.